# Mistrz (film 1989)
Mistrz (oryg. Huang Fei Hong jiu er zhi long xing tian xia) – hongkońsko–amerykański film akcji z elementami sztuk walki z 1989 roku w reżyserii Tsui Harka.

## Fabuła
Jet (Jet Li) przyjeżdża do swojego mistrza do Los Angeles w Stanach Zjednoczonych. Po przybyciu na miejsce dowiaduje się, że jego mistrz został pobity przez jednego z jego amerykańskich uczniów, Jonny'ego. Jet z pomocą swoich nowych przyjaciół postanawia walczyć z Jonnym (Jerry Trimble).

## Obsada
Źródło: Filmweb

- Jet Li – Jet
- Billy Blanks – czarny zbir
- Jerry Trimble – Jonny
- Wah Yuen – wuj Tak
- Wayne Post – Jimmy
- Rueben Gonzáles – Cito
- Anne Rickets – Anna
- Crystal Kwok – May
- Corey Yuen
- Wai Wo To
- Guy Fadollone – Ruben
- Derek Annunciation – Mysz
- Henry Penzi – Mysz
- Michael Burke – Oscar
- Camille Carrigan – Jeannie
- Pamela J. Anderson – trenerka
- George Cheung – Paul
- Steven Ho – uczeń Jonny'ego
- Kevin Cole – uczeń Jonny'ego
- Chris Carnel – uczeń Jonny'ego
- David Wald – uczeń Jonny'ego
- Stefanos Miltsakakis – uczeń Jonny'ego
- Mark Williams – członek Jastrzębi
- Erwin Villegon – członek Jastrzębi
- Spencer Platerns – członek Jastrzębi
- Ray Wizard – członek Jastrzębi
- Alfred Bonilla – członek Jastrzębi
- John Kreng – członek Jastrzębi
- Wei Ho Tu
- Bing Hong Lam
- Yin Ming Chan
- Ching Cheung
- Rich Hopkins – uczeń Johnny'ego
- John Trujillo – uczeń Johnny'ego
- Joey Watson – uczeń Johnny'ego